# Rakonczay Zoltán
Rakonczay Zoltán (Nyésta, 1929. december 14. – 2018. szeptember 10.) magyar erdőmérnök, egyetemi tanár, természetvédő, közgazdász.

## Életpályája
1954-ben a Dél-Mátrai Állami Erdőgazdaság Mátrafüredi Erdészeténél lett erdőművelő. 1955-ben erdészetvezető, majd 1956-ban az erdőgazdaság főmérnöke lett a Dél-Mátrai Állami Erdőgazdaság Mátrafüredi Erdészeténél. 1972–1990 között az Országos Természetvédelmi Hivatal elnöke.

## Díjai, elismerései
- Chernel István-emlékérem (1982)
- Kaán Károly-emlékérem (1987)
- Pro Natura-díj (1993)

## Könyvei
- Rakonczay Zoltán: Természetvédelem. Budapest: Mezőgazdasági Szaktudás Kiadó. 1998.   270. o. ISBN 9633562252
- Rakonczay Zoltán: A természetvédelem története Magyarországon. Budapest: Mezőgazda Kiadó. 2009.   430. o. ISBN 9789632865324